# Королёва, Лидия Георгиевна
Лидия Георгиевна Королёва (21 февраля 1917, Москва — 18 октября 1999, там же) — советская и российская актриса театра и кино.

## Биография
Родилась 21 февраля 1917 года в Москве в семье Королёва Георгия Гавриловича и Королёвой Ксении Георгиевны, также имела сестру — Королёву Серафиму Георгиевну и брата Королёва Геннадия Георгиевича.
В 1936—1937 годах училась на математическом факультете МГУ. В 1938 году поступила на режиссёрский факультет ВГИКа, став одной из любимых учениц Эйзенштейна, однако в 1942 году была переведена на актёрский факультет к преподавателям Б. Бибикову и О. Пыжовой. Окончила ВГИК в 1944 году. В 1946 году вошла в труппу недавно созданного Театра-студии киноактёра, в штате которого оставалась до 1989 года. Параллельно работала в ансамбле литературной и театральной пародии «Синяя птичка» (в качестве актрисы и автора реприз, 1947—1950), в драматическом театре группы советских войск в Потсдаме (1951—1954), на киностудии имени Горького (1959—1989).
В кино дебютировала в 1943 году и играла преимущественно эпизодические роли. Наиболее плотно сотрудничала с постановщиком сказок Александром Роу. Благодаря низкому, грубоватому голосу была востребована в мультипликационном кино, озвучивая преимущественно роли животных в фильмах студий «Союзмультфильм» и «Экран». Часто приглашалась на студию научно-популярных фильмов, снималась в «Фитилях» и Ералаше, с успехом выступала на эстраде с текстами собственного сочинения.
Скончалась 18 октября 1999 года в Москве. Похоронена на Калитниковском кладбище.

## Фильмография[2]

### Актёрские работы
- 1943 — Юный Фриц — невеста
- 1956 — Убийство на улице Данте — невеста
- 1956 — Полюшко-поле — тётя Настя
- 1956 — Пролог — проститутка
- 1957 — Девушка без адреса — Екатерина Иванова, жительница коммуналки
- 1957 — Тайны мудрого рыболова — Ольга Сергеевна, врач, рыболов-любитель
- 1957 — Они встретились в пути — кондуктор (в титрах — Е. Королева)
- 1958 — Трудное счастье — Настасья (нет в титрах)
- 1958 — Иван Бровкин на целине — продавщица на целине (нет в титрах)
- 1958 — Человек с планеты Земля
- 1959 — Муму — приживалка
- 1961 — Вечера на хуторе близ Диканьки — сплетница с фиолетовым носом
- 1961 — Две жизни
- 1961 — Евдокия — администратор общежития
- 1961 — Своя голова на плечах — тётя Зина
- 1962 — Без страха и упрёка
- 1962 — Капитаны голубой лагуны — эпизод
- 1963 — Большие и маленькие — одна из мам на школьном собрании
- 1963 — Королевство кривых зеркал — придворная со счётами
- 1963 — Если ты прав… — секретарша
- 1963 — Ты не один
- 1960 — Секретарь обкома — Вера Ивановна, в коридоре обкома (нет в титрах)
- 1964 — Всё для вас — клиентка
- 1964 — Криницы
- 1965 — Мимо окон идут поезда — мать Богуна
- 1965 — Фантазёры — автолюбительница
- 1965 — Сердце матери — жена урядника
- 1965 — О чём молчала тайга — торговка
- 1966 — Серая болезнь — жена рабочего
- 1966 — Чёрт с портфелем — мать
- 1967 — Фокусник — женщина на детской площадке
- 1968 — Огонь, вода и… медные трубы — Царица
- 1969 — Варвара-краса, длинная коса — дьячиха Прасковья
- 1970 — Свистать всех наверх! — эпизод
- 1971 — Достояние республики — прачка
- 1972 — Чудак из пятого «Б» — вахтёрша
- 1973 — Мачеха
- 1973 — Ни слова о футболе
- 1974 — Птицы над городом — киоскёр
- 1974 — Рейс первый, рейс последний — заправщица
- 1975 — В ожидании чуда — старуха в пуховом платке
- 1976 — Пока бьют часы — придворная дама
- 1977 — «Посейдон» спешит на помощь — Катя
- 1977 — Свидетельство о бедности — Нина Павловна
- 1979 — Забудьте слово «смерть» — шинкарка Мотря
- 1979 — Казаки-разбойники — баба Нюра
- 1980 — История одного подзатыльника — соседка Козловых
- 1981 — Цыганское счастье
- 1981 — Карнавал — посетительница ломбарда
- 1986 — Мой нежно любимый детектив — дама в тумане
- 1987 — Кувырок через голову — тётка с уткой
- 1987 — Байка — односельчанка
- 1990 — Комитет Аркадия Фомича
- 1991 — Пять похищенных монахов — бабушка Волк

### Киножурнал «Ералаш»
- 1978 — Выпуск № 16 (сюжет «Царевна-Несмеяна») — боярыня

### Озвучивание мультфильмов
- 1948 — Федя Зайцев — Матрёшка
- 1960 — Человечка нарисовал я — Матрёшка
- 1963 — Тараканище — Дикая корова (эпизод, в титрах не указана)
- 1968 — Русалочка — Рыба-гид
- 1969 — Весёлая карусель № 1. Рассеянный Джованни — Дама (в титрах не указана)
- 1970 — Приключения Огуречика — Зайчиха (в титрах не указана)
- 1972 — Зелёный кузнечик
- 1981—1982 — Жил-был Саушкин — Старуха (в титрах не указана)
- 1982 — Кто придёт на Новый год — Медведица
- 1983 — Следствие ведут Колобки — 2-я старушка / дворничиха
- 1984 — Это совсем не про это — хозяйка коровы (в титрах не указана)
- 1991 — В стране Бобберов 1. Гомункулус — экономка Вальпургия

### Дубляж и озвучивание фильмов
- 1948 — Оливер Твист (Великобритания) — миссис Корни (роль Мэри Клер)
- 1956 — Собор Парижской Богоматери (Италия — Франция) — карлик (роль Пьераля)
- 1960 — Капитан (Франция — Италия) — Лоренцо, алхимик (роль Пьераля)
- 1978 — Новые приключения капитана Врунгеля — Свирепый Гарри, агент-гангстер (роль Савелия Крамарова; озвучивание в последнем эпизоде)